# 圣母昏厥堂
圣母昏厥堂（Santa Maria dello Spasimo）是一座未完成的天主教堂，位于意大利南部西西里首府巴勒莫Kalsa区的圣母昏厥街（Via dello Spasimo）。  
1509年，奥利弗坦修会开始修建此堂及修道院。圣母昏厥（Spasimo）是中世纪后期和文艺复兴时期天主教内一个有争议的观点。该堂委托拉斐尔画了《基督跌倒在去髑髅地的路上》，现在收藏于马德里普拉多博物馆。
1535年，由于来自土耳其的威胁，该教堂始终未能建成，建堂材料改用作抵御入侵的堡垒。 即使未能建成，该堂仍然表现后期哥特式建筑的特征，以及西班牙的影响。  
由于没有屋顶，该堂现在举办露天音乐、戏剧和文化活动。